# Club Sufragista Alpha

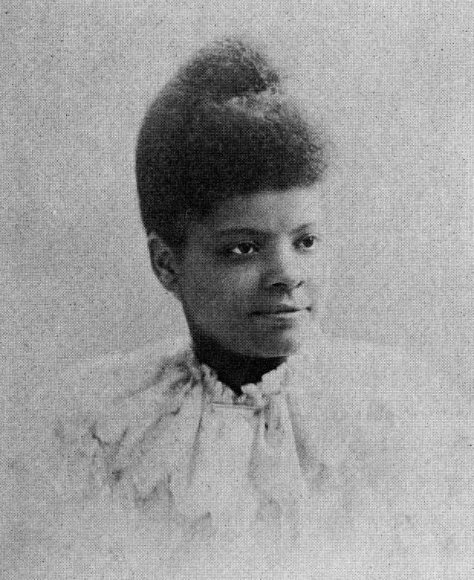
Ida B. Wells, fundadora del Club Sufragista Alpha

El  Club Sufragista Alpha, Alpha Suffrage Club, fue el primer y más importante club de sufragio femenino negro en Chicago y uno de los más importantes de Illinois. Fue fundado el 30 de enero de 1913 por Ida B. Wells con la ayuda de sus colegas blancas Belle Squire y Virginia Brooks. El objetivo del Club era dar voz a las mujeres afroamericanas que habían sido excluidas de las organizaciones nacionales de sufragio, como la Asociación Nacional del Sufragio de las Mujeres Estadounidenses (NAWSA). Su propósito era informar a las mujeres negras de su responsabilidad cívica y organizarlas para ayudar a elegir candidatos que sirvieran mejor a los intereses de los afroamericanos en Chicago. El club se formó después de que a las mujeres de Chicago se les concediera el derecho al voto en el año 1910. Luchó contra las mujeres blancas de Chicago que intentaban prohibir a los afroamericanos votar. También querían promover la elección de afroamericanos para cargos públicos.
Como dijo Wells en su autobiografía:

"nosotras (las mujeres) podríamos usar nuestro voto en beneficio de nosotras mismas y de nuestra raza"

. Citada en el Chicago Defender, un periódico negro local, fue más específica, afirmando que el objetivo del Alpha Suffrage Club era hacer que

las mujeres "fueran lo suficientemente fuertes para ayudar a elegir a algún hombre de raza concienzudo como concejal"

Además de centrarse en el nuevo deber civil de voto de las mujeres, Wells también alentó a estas mujeres a asegurarse de que sus maridos también se tomaran en serio su responsabilidad de votar, reconociendo el "carácter sagrado" del voto para ambos sexos. En el primer aniversario de la fundación del club, la poeta nacida en Kentucky Bettiola Heloise Fortson, vicepresidenta del club, leyó su poema de los "Hermanos", que contaba la historia de dos hombres que habían sido linchados por una turba por intentar salvar a su pueblo. hermana de su encarcelamiento por un granjero en Alabama como esclava.

## Contexto histórico
En 1913, el año en que se fundó el club fue una época todavía plagada de leyes Jim Crow de segregación racial y discriminación casual. Las mujeres negras estaban subordinadas a los hombres y a otras mujeres blancas y se les negaba la educación y la movilidad social. También estaban confinadas a las expectativas sociales, como asumir responsabilidades domésticas y trabajar en las granjas si era necesario. Además de estar desprotegidas por las leyes incluso cuando fueron abusadas y violadas por hombres. Los linchamientos también eran comunes y negaban a las mujeres afroamericanas cualquier oportunidad de demostrar su inocencia a partir de afirmaciones falsas. Esto alimentó el movimiento fundado por Ida B. Wells-Barnett . Wells declaró que un problema inherente a las mujeres negras era el hecho de que, en general, estaban menos interesadas en obtener el voto porque los hombres y las iglesias de sus comunidades no lo habían apoyado. Una vez que recibieron el derecho al voto, no se les había intentado instruir en la votación". El Club Sufragista Alpha intentó enmendar esto a través de sondear los vecindarios y registrar a las mujeres negras para votar.Las mujeres afroamericanas en su conjunto estaban divididas entre movimientos de derechos civiles mientras los hombres negros  ya habían obtenido el derecho al voto y querían que dejaran de centrarse en el sufragio y concentraran sus esfuerzos en cuestiones relacionadas con la raza, las sufragistas blancas querían lo contrario.Ninguno de los grupos consideró que la vida de las mujeres negras se viera afectada tanto por su sexo como por su raza.

### El conflicto del sufragio blanco

Los afroamericanos votando en 1945

En los primeros años del movimiento por el sufragio femenino, la abolición era algo que unía a muchas personas. Los defensores de la abolición y los derechos de las mujeres trabajaron juntos desde el final de la Guerra Civil hasta finales del siglo XIX. Frederick Douglass incluso utilizó el famoso periódico abolicionista, North Star para anunciar la reunión de sufragio de la  Convención de Seneca Falls de 1848.
En 1866 se formaría la Asociación Estadounidense por la Igualdad de Derechos, American Equal Rights Association  para ganar el sufragio para todas las personas. Esta organización apoyó los derechos de voto de las mujeres y los afroamericanos al principio, pero con la aprobación de las Decimoquinta Enmienda a la Constitución (14 y 15), hubo un cambio en la dinámica del grupo. En lugar de esta única organización, en 1868 había dos grupos que tenían opiniones diferentes sobre el derecho al voto de los hombres negros. Las mujeres negras fueron miembros de ambos grupos durante un tiempo y luego el racismo se convirtió en una herramienta que muchos grupos de sufragio canalizaron.
Con el paso del tiempo, el objetivo principal del movimiento se convirtió en el derecho al voto y, para obtener un amplio apoyo en todo Estados Unidos, utilizaron el derecho al voto de los negros como una especie de chivo expiatorio. Las mujeres del sur se oponían especialmente a estas sufragistas negras y todavía mantenían la creencia de que los afroamericanos eran inferiores. A Ida B. Wells, una de las fundadoras del Club, le dijeron que solo podía participar en la sección negra de la Procesión del sufragio femenino, Woman Suffrage Parade, porque era una mujer afroamericana. A pesar de la oposición, Wells todavía se unió a las mujeres blancas que marchaban y luchaban por el sufragio ese día. Aproximadamente un año después, Wells fundó un club de sufragio que apoyaba a todas las mujeres en la búsqueda del derecho al voto. Su organización defendía el sufragio para todas las mujeres, sin importar su raza o clase, que era algo que otros grupos populares de sufragio femenino no impulsaban en ese momento. El movimiento se dividió, con una parte del movimiento apoyando el sufragio femenino para todas las mujeres y el otro lado apoyando solo el sufragio femenino blanco. Mujeres como Wells sintieron que no otorgar a todas las personas el derecho al voto perjudicaría la causa general y, por lo tanto, el  Club apoyó el sufragio de todas las personas. Esta distinción de grupo causó mucho conflicto sin ninguna razón en última instancia. La decimonovena Enmienda fue ratificada en 1920 y otorgó el sufragio a todas las mujeres sin importar su raza, posición económica o clase. Entonces, aunque hubo racismo en la lucha inicial por el voto de las mujeres, la ley elaborada no fue discriminatoria.

### Procesión del sufragio femenino de 1913

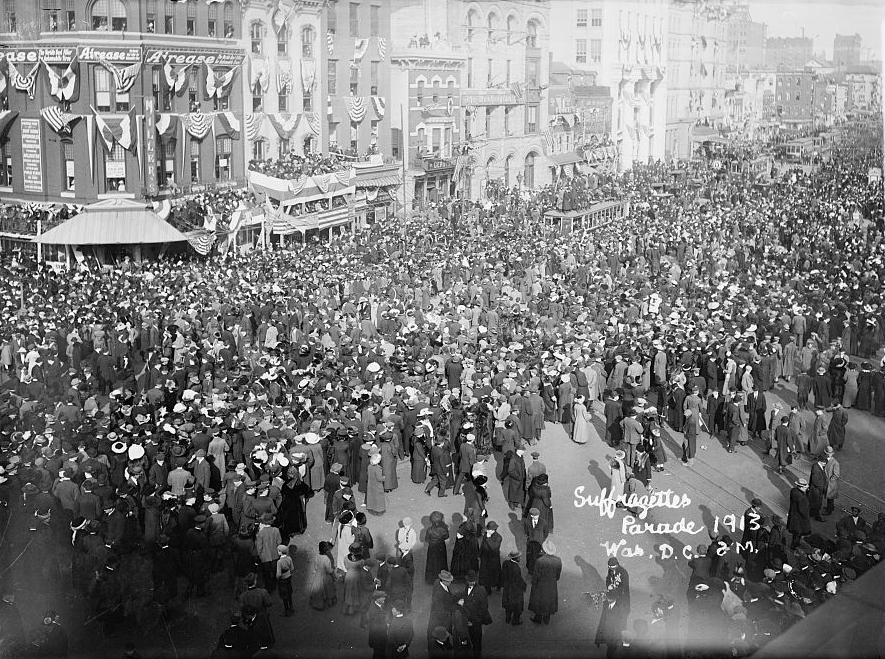
Procesión del sufragio femenino, 1913

La Procesión del Sufragio de la Mujer tuvo lugar en Washington D. C. el 3 de marzo de 1913, el día antes de la inauguración de Woodrow Wilson. Su intención era demostrar el apoyo al sufragio universal de las mujeres. Una de las primeras acciones de Wells como presidenta del Club Sufragista Alpha fue viajar a Washington y marchar en el desfile junto con 65 miembros del club, mujeres negras de Illinois. Las limitaciones impuestas a su participación en el evento ilustran la discriminación que enfrentaban las mujeres negras en el movimiento por el sufragio en ese momento.
La Asociación Nacional del Sufragio de la Mujer Estadounidense, que organizó el evento, temía ofender a las sufragistas blancas del sur al permitir que las mujeres blancas y negras marcharan juntas. Para evitar esta posibilidad, el líder de NAWSA ordenó a Wells que marchara al final de la procesión en una sección segregada para mujeres afroamericanas. Wells se negó a hacer lo que pidieron los organizadores de la marcha. Aunque Grace Wilbur Trout, presidenta de la delegación de Illinois, advirtió a Wells que su participación en la marcha podría llevar a la exclusión del grupo de Illinois del desfile, insistió en que no se movería hacia atrás, afirmando que 
" No marcharé en absoluto a menos que pueda marchar bajo la bandera de Illinois ".
Con esto Wells quería demostrar a todo el país que eran lo suficientemente progresistas como para permitir que las mujeres de todas las razas se opusieran a la hipocresía de las políticas de NAWSA. Sin embargo, nadie la escuchó excepto Belle Squire y Virginia Brooks, dos de sus colegas blancas.

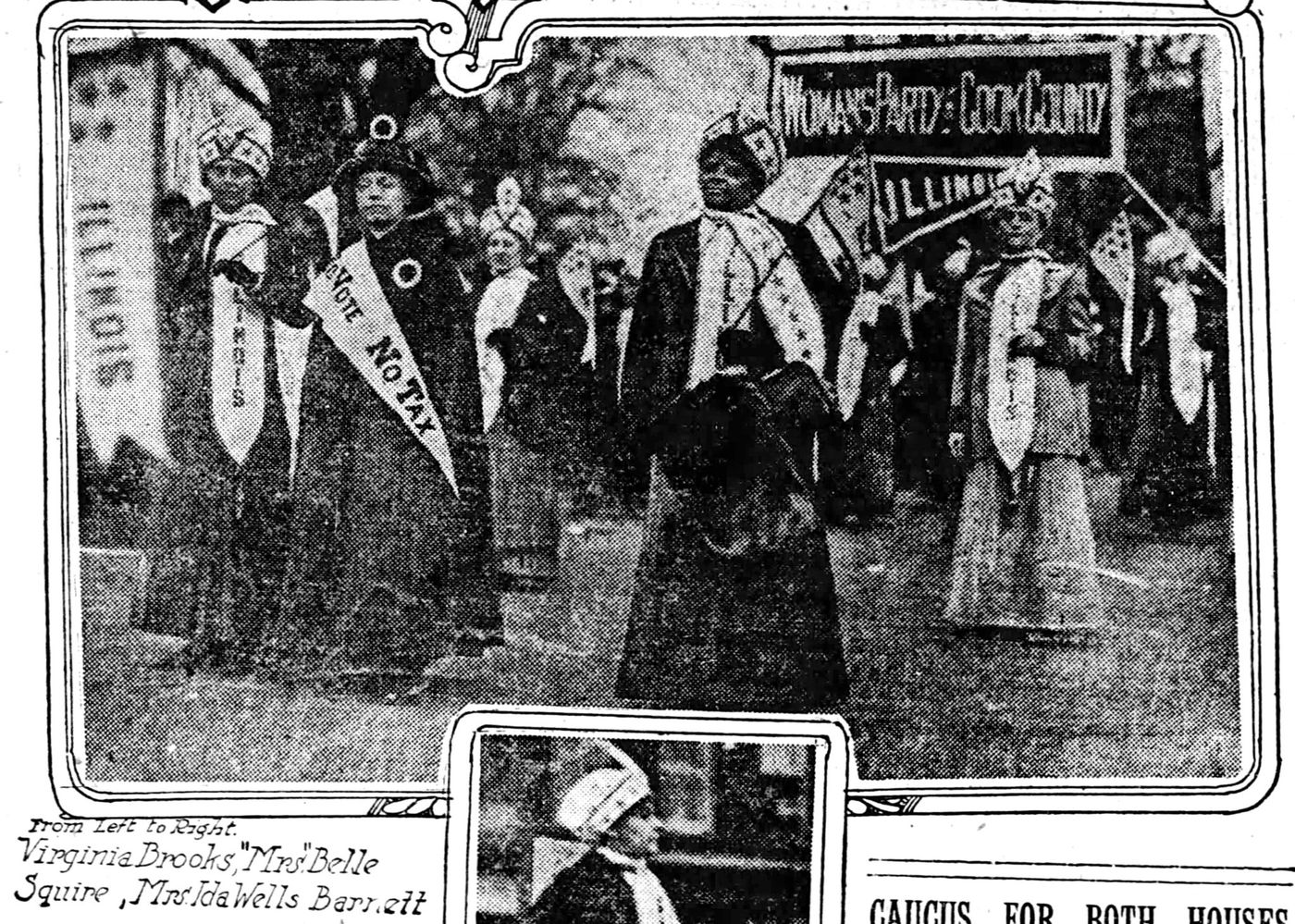
Ida B. Wells en el desfile del sufragio, 1913

Brooks y Squire terminaron uniéndose a Wells para protestar por la segregación racial. Las mujeres se ofrecieron a marchar con su amiga en la parte trasera del desfile. Desafiante, se unió a los espectadores hasta que la delegación de Chicago pasó y luego se unió a ellos en la procesión. Una imagen de este hecho apareció en el Chicago Daily Tribune . Un reportero estaba parado en el lugar cuando Wells  salió de la multitud y entró en la procesión. Sin embargo, solo Wells y no las otras docenas de mujeres negras de Illinois marcharon con la delegación de Illinois. El resto del Club Sufragista Alpha marchó atrás con los otros delegados negros, que incluían a las hermanas Delta Sigma Theta y Mary Church Terrell . El club pagó todos los gastos de Wells para que ella pudiera marchar.

## Creencias
El Club Sufragista Alpha tenía muchas creencias e ideales de los que carecían otros grupos de sufragio. El grupo se fundó sobre el principio básico de que todas las mujeres, sin importar su raza, deben recibir el derecho al voto junto con los hombres. Había otros grupos que abogaban por el derecho al voto de las mujeres, pero había una falta de apoyo al sufragio de las mujeres de color. Opinaban que para disfrutar plenamente del sufragio por igual, era importante participar en los acontecimientos políticos. Su grupo con sede en Chicago jugó un papel activo en la legislación sobre votación, igualdad y otros asuntos de derechos civiles. Apoyaron los esfuerzos filantrópicos en su comunidad para fortalecer la posición de las personas de color en la ciudad de Chicago. Fueron los primeros defensores de la igualdad para las personas de color en muchos niveles. Ida B. Wells predicó que el derecho al voto no estaba siendo utilizado adecuadamente por los hombres una vez que se lograba la igualdad de sufragio. Ahora que el sufragio se otorgó tanto a hombres como a mujeres, su objetivo era maximizar el voto. Querían igualdad y querían empoderamiento para las mujeres de color. Además del sufragio universal, el club también luchó por la igualdad racial en otras áreas. Se preguntaron por qué los soldados valientes tenían que ser vistos por su raza en lugar de por sus hechos.

## Ley de Igualdad de Sufragio de Illinois
Wells formó el Club Sufragista Alpha en respuesta directa al ver que las mujeres blancas "trabajaban como castores" para aprobar una ley de Illinois que otorgaba sufragio limitado a las mujeres en el estado. Poco después de regresar del desfile de Washington, Wells dirigió una congregación de varios cientos de mujeres negras a través del edificio del Capitolio de Springfield para presionar en favor de la Ley de Sufragio Igualitario de Illinois y en contra de un puñado de proyectos de ley pendientes de Jim Crow. La IESA se convirtió en ley el 26 de junio de 1913, lo que convirtió a Illinois en el primer estado en décadas en otorgar sufragio. Carrie Chapman Catt escribió que "el sentimiento del sufragio se duplicó de la noche a la mañana". Combinado con el exitoso Desfile del Sufragio de 1913 y la continua protesta de los Centinelas Silenciosas, el paso audaz de Illinois por el sufragio revitalizó el impulso nacional para una enmienda al sufragio.
Un desfile de automóviles en Chicago celebró la legislación histórica. El 1 de julio, Wells fue mariscal de desfile, cabalgando con su hija Alfreda por Michigan Avenue, honor del que solo el Chicago Defender se hizo eco. Y su rol prominente pasó desapercibido en los otros periódicos de Chicago.
El IESA fue el resultado del cabildeo de organizaciones y clubes de sufragio nacionales y locales. Los clubes sociales en ese momento estaban estrictamente segregados por raza y etnia. Como ha señalado un historiador, “las mujeres de clubes de Chicago establecieron la mayor cantidad y el mayor número de clubes de sufragio segregados por género en la nación”  La exclusión de las mujeres negras motivó a Wells y Squire a crear el Club Sufragista Alpha en 2nd Ward, que tenía el porcentaje más alto de afroamericanos en la ciudad. Se celebró al menos una reunión en la Penitenciaría de Bridewell en un intento de interesar a los presos en el sufragio y dar a las mujeres del Club experiencia en el activismo. El club tenía casi 200 miembros en 1916, incluidas las conocidas activistas del sufragio femenino Mary E. Jackson, Viola Hill, Vera Wesley Green y Sadie L. Adams . Jane Addams era una oradora habitual en el club.
Como resultado de la IESA, a las mujeres de Illinois se les permitió votar por electores presidenciales, alcaldes, concejales y la mayoría de los demás cargos locales. Sin embargo, no se les permitió votar por miembros del Congreso, Gobernador o representantes estatales, ya que el sufragio universal para estos cargos requería enmendar la constitución del estado.

## Elección de Oscar De Priest
El Club Sufragista Alpha jugó un papel activo e importante en la política de Chicago, particularmente en las primarias y las elecciones generales de 1915 para concejal en 2nd Ward. El Club desarrolló un sistema de bloques para sondear el barrio y registrar a las mujeres afroamericanas para votar. Los esfuerzos de ASC en 1914 registraron 7.290 mujeres en una sala con 16.237 hombres registrados. En una elección primaria anticipada, el Club apoyó al candidato negro independiente William R. Cowen, quien no fue respaldado por el Partido Republicano de la ciudad. A pesar de los esfuerzos de escrutinio de las mujeres afroamericanas en su nombre, perdió la elección por solo 352 votos. La influencia del Club Sufragista Alpha, sin embargo, fue rápidamente reconocida por la prensa con el Chicago Defender, informando que “. . .el voto de las mujeres fue una revelación para todos. . . ". Además de la cobertura de prensa, el Partido Republicano había notado la influencia del Club. Envió a dos delegadas a la reunión del club al día siguiente de las elecciones y animó a las mujeres a seguir haciendo campaña. También prometieron que los republicanos apoyarían a un candidato afroamericano en las elecciones del próximo año. Después de las elecciones primarias, los miembros del club continuaron con su trabajo. Se enfocaron en comunidades con un gran porcentaje de afroamericanos mientras recorrían los vecindarios. También llevaron a cabo reuniones semanales para discutir las responsabilidades cívicas, mostraron a las mujeres cómo usar las máquinas de votación y capacitaron a mujeres para actuar como jueces de distrito. También distribuyeron listas de lugares de votación en todos los distritos de la ciudad.
En el curso de su organización, los esfuerzos de las mujeres encontraron críticas importantes. Los hombres se burlaban de ellas y les decían que deberían estar en casa cuidando a los bebés. Otros las acusaron de intentar ocupar el lugar de los hombres y llevar pantalones". Los periódicos locales expresaron su preocupación por el escrutinio puerta a puerta de las mujeres y la perspectiva de que las mujeres vean todas las actividades que podrían estar sucediendo
Después del éxito del Club en las primarias de 1914, el Partido Republicano designó a Oscar De Priest, como su candidato en el 2º Distrito, en las elecciones municipales posteriores como concejal. Se postuló contra dos candidatos blancos y ganó. Como primer concejal negro en Chicago, fue elegido miembro del Concejo Municipal de Chicago en 1914 y sirvió desde 1915 hasta 1917. El impacto de la organización del Club fue claro, ya que un tercio de los votos que recibió fueron emitidos por mujeres. De Priest y el Club se conocieron bien gracias a que asistió a las reuniones del Club durante las elecciones. Después de su elección, De Priest reconoció el trabajo realizado por las mujeres del 2º Distrito que habían sido importantes en su éxito. Las noticias del éxito del Club viajaron más allá de la ciudad. Un periódico negro de Indianápolis informó con orgullo sobre la elección "de un negro para concejal" debido "en gran parte" a los 1.093 votos emitidos por las mujeres negras. De Priest sirvió solo un mandato como concejal después de acusaciones de corrupción, pero la carrera de De Priest continuó y más tarde se convirtió en el primer afroamericano en ser elegido para la era posterior a la reconstrucción del Congreso de los Estados Unidos. Sin embargo, la influencia de ACS en el Segundo Distrito se mantuvo fuerte. Otro concejal negro, Louis B. Anderson, sucedió a De Priest cimentando un cambio en el segundo barrio de Chicago.

## Registro de sufragio Alpha
El Club Sufragista Alpha publicó el boletín, Alpha Suffrage Record, que se utilizó para anunciar la formación del Club, describir sus actividades y extender su alcance a un grupo más grande de afroamericanos en la ciudad. Se centró en la población del segundo distrito de la ciudad y le dio a las mujeres del Club una voz política pública.

## Impactos del Club Sufragista Alpha
El desfile del sufragio femenino de 1913 legitimó el movimiento del sufragio femenino en su conjunto. El Club Sufragista Alpha y su protesta contra ser obligado a marchar en la parte de atrás pusieron el foco en el hecho de que el racismo también era un problema incluso dentro de un movimiento por lo demás unido. La Asociación Nacional Estadounidense del Sufragio de la Mujer, NAWSA, quería asegurar el sufragio de las mujeres blancas antes de pasar a los afroamericanos, pero el Club Sufragista Alpha y otras asociaciones de sufragio presionaron en contra de esa idea y, como resultado, la enmienda 19 otorgó derechos de voto a todas las mujeres, independientemente de su raza. La credibilidad del club fue reconocida después de las elecciones primarias de 1914, cuando los delegados republicanos asistieron a una reunión del club y prometieron elegir un candidato negro a cambio del apoyo de las mujeres en futuras campañas. El papel crucial que jugó el club en la elección de Oscar DePriest le rindió su apoyo a los derechos de voto de las mujeres y las causas del club en los años siguientes, impulsando sus esfuerzos por respaldar sus reformas sociales con poder político.
A nivel local, el Club Sufragista Alpha inició un sistema para sondear los vecindarios y aumentar la participación de la comunidad a través de reuniones semanales para educar a las personas sobre sus derechos como ciudadanos y ciudadanas. También pudieron registrar votantes femeninas mediante escrutinio bloque por bloque. Los esfuerzos de protestas y manifestaciones realizados por el club también presionaron para que el Congreso de los Estados Unidos aprobara la decimonovena enmienda a la constitución el 10 de junio de 1919, que entró en vigor el 18 de agosto de 1920.

## Miembros Notables
- Ida B. Wells-Barnett, cofundadora, presidenta[48]
- Belle Squire, cofundadora y apoyada de Wells-Barnett durante el desfile por el sufragio femenino de 1913[16]
- Virginia Brooks, cofundadora y apoyadora de Wells-Barnett durante el desfile por el sufragio femenino de 1913[49][16]
- Mary E. Jackson, la primera vicepresidenta del club[50]
- Sadie L. Williams, secretaria correspondiente[51]
- Viola Hill, vicepresidenta segunda[51]
- Vera Wesley Green, secretaria de actas[51]
- Laura Beasley, tesorera[51]
- Kizziah J. Bills (también conocida como Mrs. KJ Bills), editor[51]
- ED Wyatt
- Molinos WN
- JE Hughes
- Bettiola Heloise Fortson, vicepresidenta[52][53]